# Back from the Dead
Back from the Dead — дебютный мини-альбом группы Zombie Girl, выпущен в 2006 году.

## Об альбоме
В поддержку альбома группа была приглашена коллективами Implant и Anne Clark на концерт по случаю выпуска EP. Также был устроен грандиозный тур, в котором Zombie Girl выступала в таких странах, как Южная Африка, Австралия, Великобритания, Италия, Греция, Германия, Испания, Мексика, Коста-Рика и др.
На 1 августа 2006 года EP «Back From The Dead» Zombie Girl входил в десятку самых продаваемых альбомов на лейбле Metropolis Records, занимая 7 место.

## Стиль, отзывы критиков
Франсуа Дюшато из журнала Sonic Seducer положительно отозвался о диске, отметив, что многие представленные на нём композиции несут явный отпечаток EBM, а в целом в них преобладают синтезаторные партии, совмещённые с вокалом в духе Pzychobitch.

## Список композиций
1. «Creepy Crawler» — 3:58
2. «We Are the Ones» — 4:24
3. «Bleeder» — 4:28
4. «I Want It» — 4:20
5. «Creepy Crawler (KMFDM Remix)» — 3:38
6. «I Want It (Soman Remix)» — 4:32
7. «We Are The Ones (Rotting Corpse Mix by Ioc/Seb)» — 6:39

## Участники записи
- Renee Cooper Komor — вокал, текст
- Sebastian R. Komor — музыка, инструменты, текст, производство